# Vogelgrun
Vogelgrun [fogəlgʁyn]  est une commune française située dans la circonscription administrative du Haut-Rhin et, depuis le 1er janvier 2021, dans le territoire de la Collectivité européenne d'Alsace, en région Grand Est.
Cette commune se trouve dans la région historique et culturelle d'Alsace.

## Géographie
| Volgelsheim | Biesheim  | Le Rhin Vieux-Brisach ( Allemagne) |
| Algolsheim  | Vogelgrun |                                    |
|             |           | geiswasser                         |

### Hydrographie

#### Réseau hydrographique
La commune est dans le bassin versant du Rhin au sein du bassin Rhin-Meuse. Elle est drainée par le Grand canal d'Alsace, le ruisseau du Muhlbach de la Hardt et le Grungiessen,,.
Le Grand canal d'Alsace, d'une longueur de 93 km, prend sa source dans la commune de Schœnau et se jette  dans le Rhin à Erstein, après avoir traversé 31 communes. 

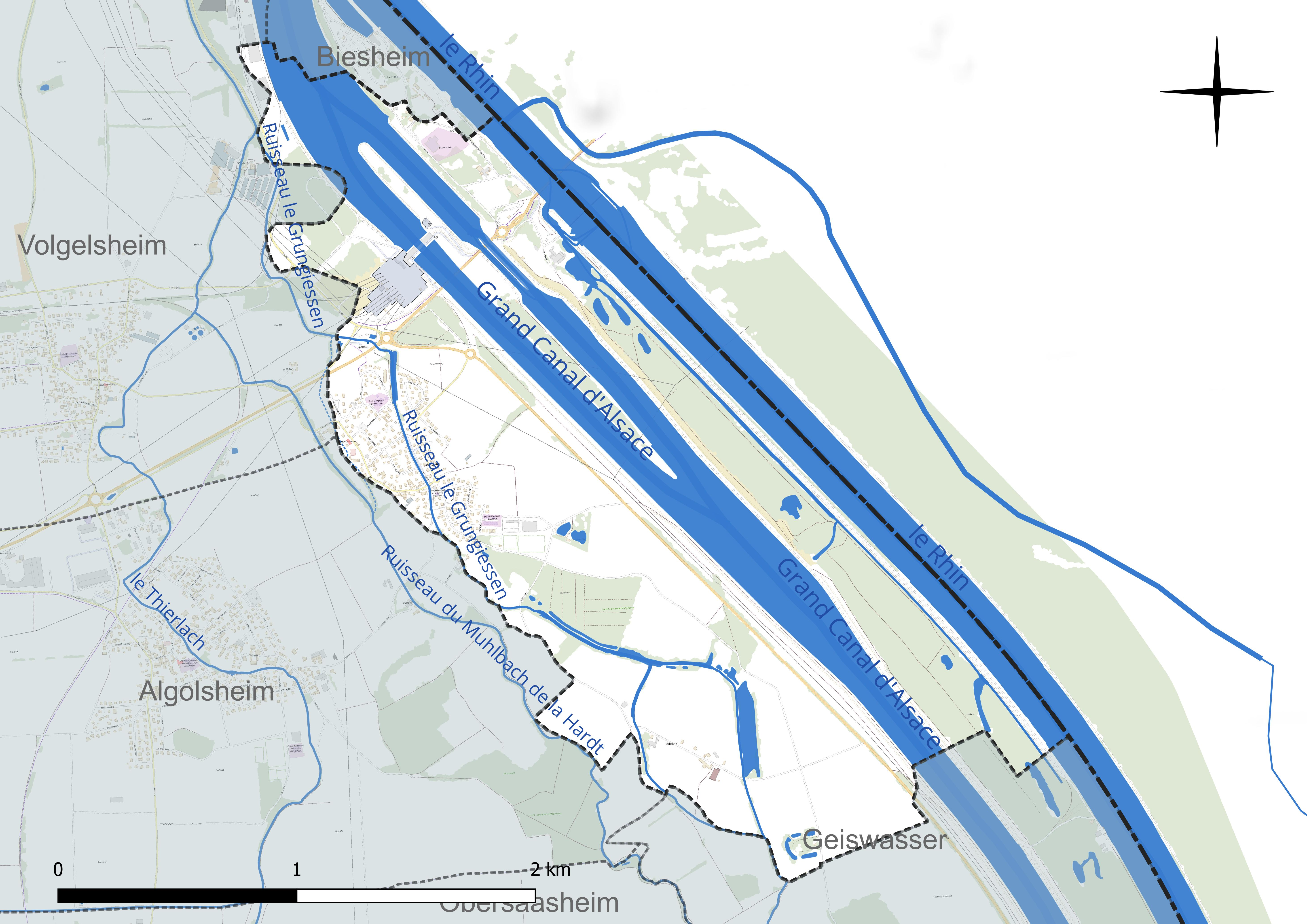
Réseau hydrographique de Vogelgrun.

Le ruisseau du Muhlbach de la Hardt, d'une longueur de 38 km, prend sa source dans la commune de Ottmarsheim et se jette  dans le canal de Neuf-Brisach à Biesheim, après avoir traversé 15 communes. 

#### Gestion et qualité des eaux
Le territoire communal est couvert par le schéma d'aménagement et de gestion des eaux (SAGE) « Ill Nappe Rhin ». Ce document de planification concerne la nappe phréatique rhénane, les cours d'eau de la plaine d'Alsace et du piémont oriental du Sundgau, les canaux situés entre l'Ill et le Rhin et les zones humides de la plaine d'Alsace. Le périmètre s’étend sur 3 596 km2. Il a été approuvé le 17 janvier 2005. La structure porteuse de l'élaboration et de la mise en œuvre est la région Grand Est. 
La qualité des cours d’eau peut être consultée sur un site dédié géré par les agences de l’eau et l’Agence française pour la biodiversité. 

### Climat
Pour des articles plus généraux, voir Climat du Grand Est et Climat du Haut-Rhin.
En 2010, le climat de la commune est de type climat océanique altéré, selon une étude du Centre national de la recherche scientifique s'appuyant sur une série de données couvrant la période 1971-2000. En 2020, Météo-France publie une typologie des climats de la France métropolitaine dans laquelle la commune est exposée à un climat semi-continental et est dans la région climatique  Alsace, caractérisée par une pluviométrie faible, particulièrement en automne et en hiver, un été chaud et bien ensoleillé, une humidité de l’air basse au printemps et en été, des vents faibles et des brouillards fréquents en automne (25 à 30 jours). 
Pour la période 1971-2000, la température annuelle moyenne est de 10,6 °C, avec une amplitude thermique annuelle de 17,8 °C. Le cumul annuel moyen de précipitations est de 657 mm, avec 7,8 jours de précipitations en janvier et 9,7 jours en juillet. Pour la période 1991-2020, la température moyenne annuelle observée sur la station météorologique de Météo-France la plus proche, « Colmar-Inra », sur la commune de Colmar à 18 km à vol d'oiseau, est de 11,3 °C et le cumul annuel moyen de précipitations est de 558,0 mm. 
La température maximale relevée sur cette station est de 39,6 °C, atteinte le 13 août 2003 ; la température minimale est de −22,5 °C, atteinte le 22 février 1986,,. 
Les paramètres climatiques de la commune ont été estimés pour le milieu du siècle (2041-2070) selon différents scénarios d'émission de gaz à effet de serre à partir des nouvelles projections climatiques de référence DRIAS-2020. Ils sont consultables sur un site dédié publié par Météo-France en novembre 2022.

## Urbanisme

### Typologie
Au 1er janvier 2024, Vogelgrun est catégorisée ceinture urbaine, selon la nouvelle grille communale de densité à sept niveaux définie par l'Insee en 2022.
Elle est située hors unité urbaine. Par ailleurs la commune fait partie de l'aire d'attraction de Colmar, dont elle est une commune de la couronne,. Cette aire, qui regroupe 95 communes, est catégorisée dans les aires de 50 000 à moins de 200 000 habitants,.

### Occupation des sols
L'occupation des sols de la commune, telle qu'elle ressort de la base de données européenne d’occupation biophysique des sols Corine Land Cover (CLC), est marquée par l'importance des territoires agricoles (41,5 % en 2018), en diminution par rapport à 1990 (43 %). La répartition détaillée en 2018 est la suivante : 
terres arables (41,5 %), eaux continentales (26,3 %), forêts (11,2 %), zones industrielles ou commerciales et réseaux de communication (9,4 %), zones urbanisées (6,4 %), espaces verts artificialisés, non agricoles (2,8 %), zones humides intérieures (2,3 %). L'évolution de l’occupation des sols de la commune et de ses infrastructures peut être observée sur les différentes représentations cartographiques du territoire : la carte de Cassini (XVIIIe siècle), la carte d'état-major (1820-1866) et les cartes ou photos aériennes de l'IGN pour la période actuelle (1950 à aujourd'hui).

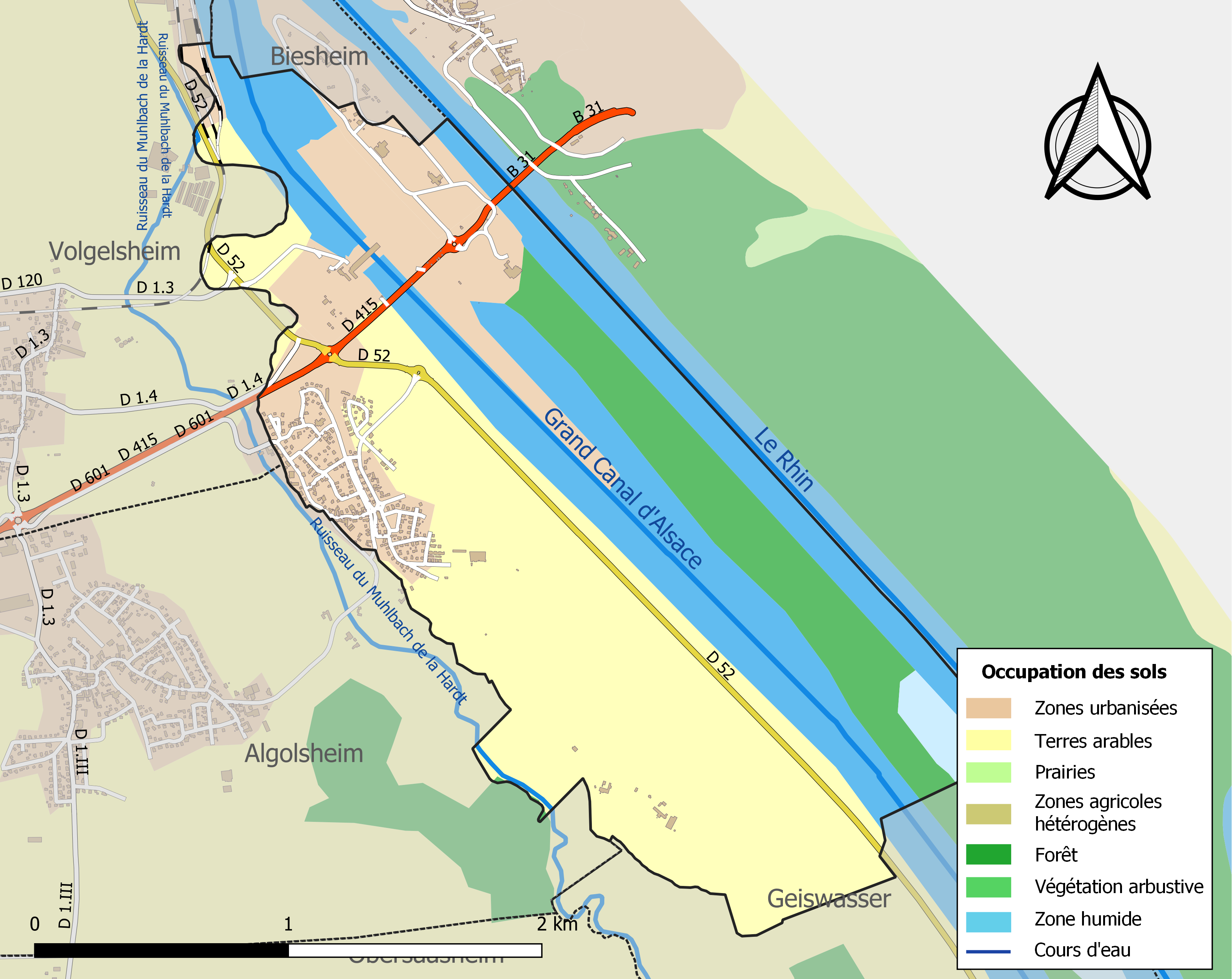
Carte des infrastructures et de l'occupation des sols de la commune en 2018 (CLC).

## Histoire

### Héraldique
| Blason de Vogelgrun | Les armes de Vogelgrun se blasonnent ainsi : « De sinople à la mouette d'argent plongeant en barre, une rivière ondée de même en pointe. » |

## Politique et administration
| Période                                  | Période  | Identité       | Étiquette | Qualité |
| ---------------------------------------- | -------- | -------------- | --------- | ------- |
| mars 2001                                | en cours | Charles Thomas |           |         |
| Les données manquantes sont à compléter. |          |                |           |         |

## Démographie
L'évolution du nombre d'habitants est connue à travers les recensements de la population effectués dans la commune depuis 1793. Pour les communes de moins de 10 000 habitants, une enquête de recensement portant sur toute la population est réalisée tous les cinq ans, les populations de référence des années intermédiaires étant quant à elles estimées par interpolation ou extrapolation. Pour la commune, le premier recensement exhaustif entrant dans le cadre du nouveau dispositif a été réalisé en 2008.

En 2022, la commune comptait 630 habitants, en évolution de −4,4 % par rapport à 2016 (Haut-Rhin : +0,66 %, France hors Mayotte : +2,11 %).
| 1793 | 1800 | 1806 | 1821 | 1831 | 1836 | 1841 | 1846 | 1851 |
| ---- | ---- | ---- | ---- | ---- | ---- | ---- | ---- | ---- |
| 119  | 278  | 198  | 217  | 164  | 181  | 185  | 193  | 193  |

| 1856 | 1861 | 1866 | 1871 | 1875 | 1880 | 1885 | 1890 | 1895 |
| ---- | ---- | ---- | ---- | ---- | ---- | ---- | ---- | ---- |
| 177  | 156  | 138  | 150  | 137  | 152  | 152  | 162  | 144  |

| 1900 | 1905 | 1910 | 1921 | 1926 | 1931 | 1936 | 1946 | 1954 |
| ---- | ---- | ---- | ---- | ---- | ---- | ---- | ---- | ---- |
| 149  | 144  | 167  | 175  | 153  | 163  | 167  | 173  | 137  |

| 1962 | 1968 | 1975 | 1982 | 1990 | 1999 | 2006 | 2008 | 2013 |
| ---- | ---- | ---- | ---- | ---- | ---- | ---- | ---- | ---- |
| 144  | 155  | 397  | 420  | 415  | 519  | 589  | 609  | 666  |

| 2018 | 2022 | - | - | - | - | - | - | - |
| ---- | ---- | - | - | - | - | - | - | - |
| 639  | 630  | - | - | - | - | - | - | - |

## Lieux et monuments

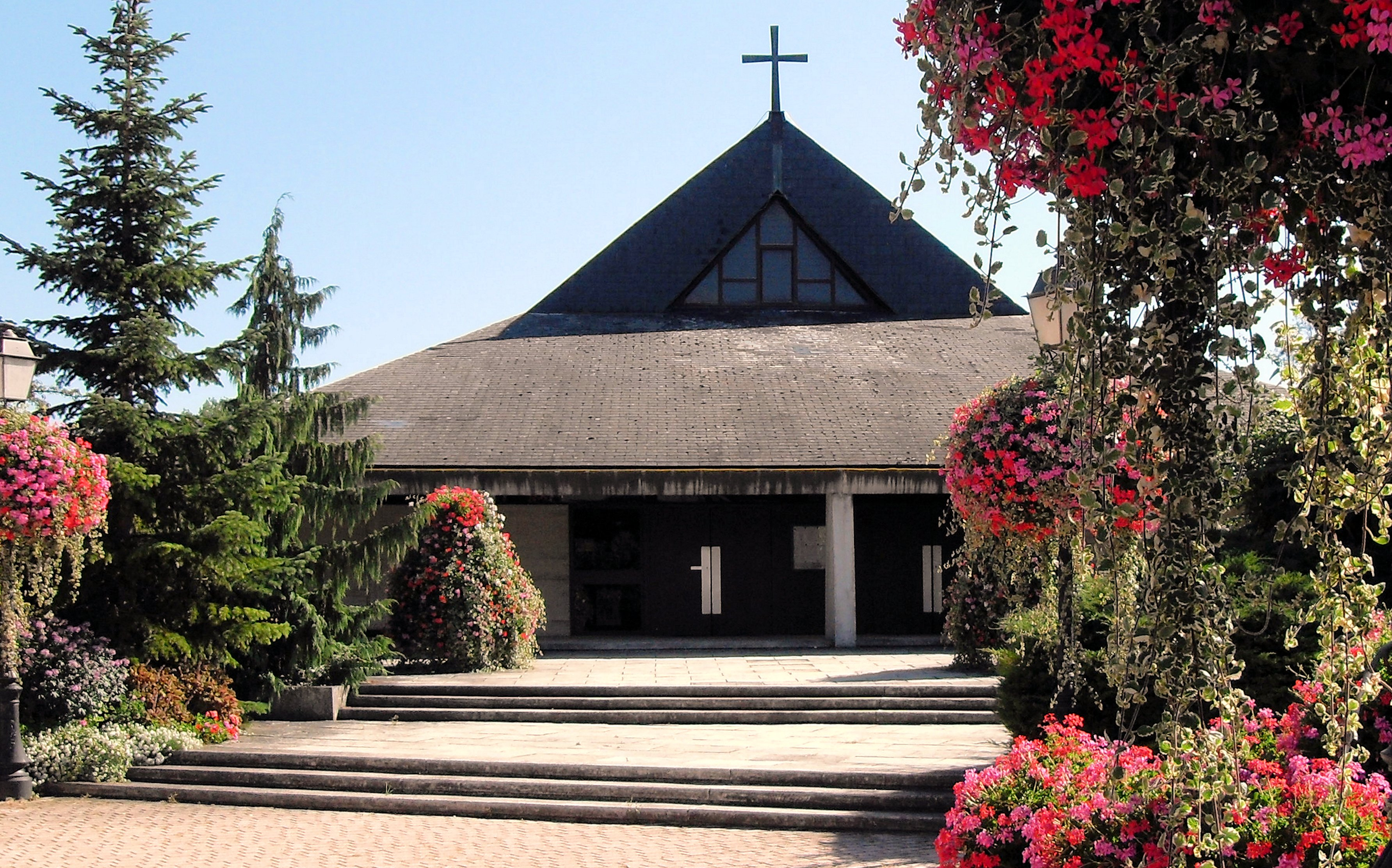
L'église Saint-Alphonse

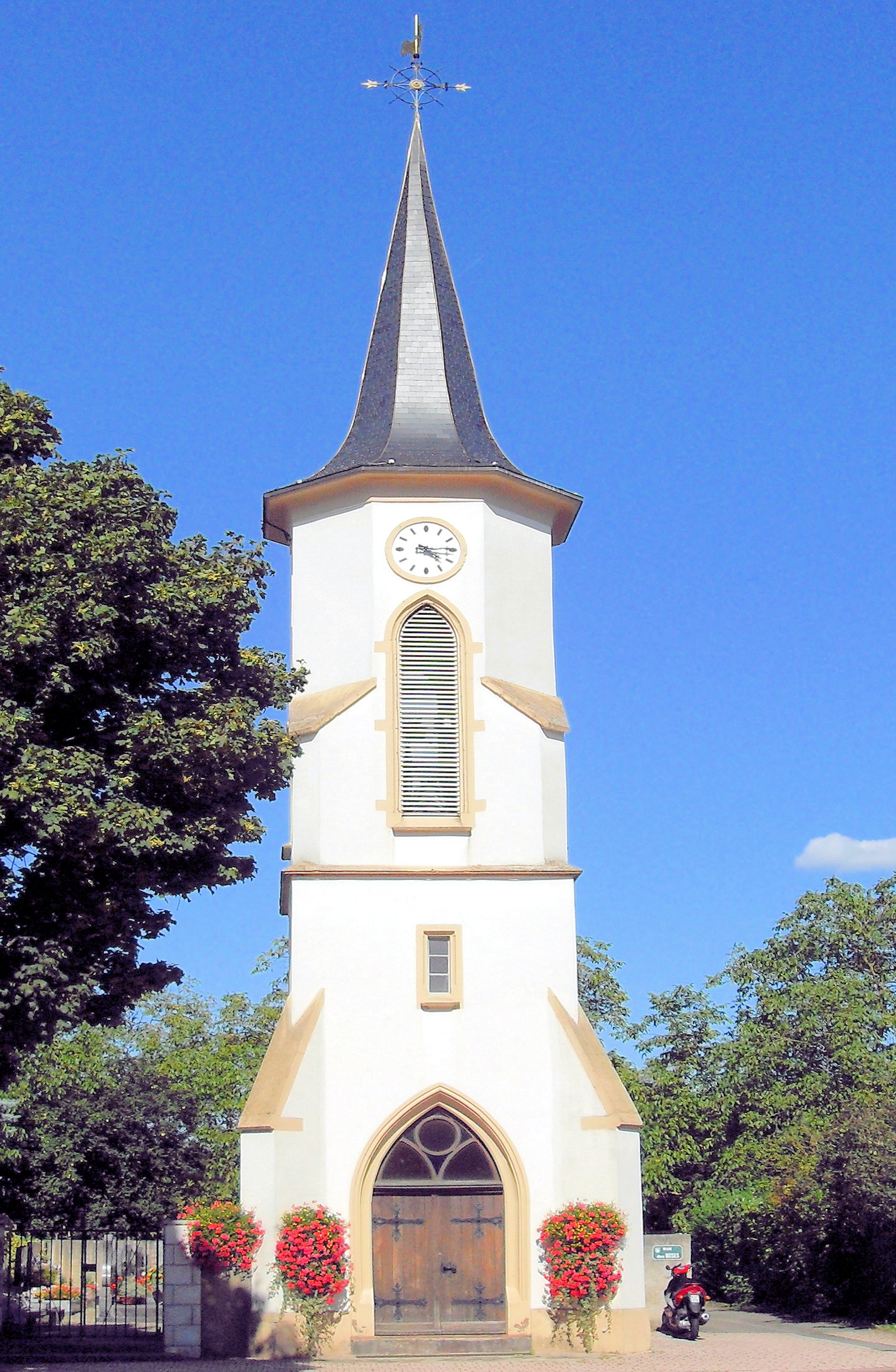
Vestige de l'ancienne église Saint-Alphonse.

- Centrale hydroélectrique de Vogelgrun.